# Esbjörn Svensson

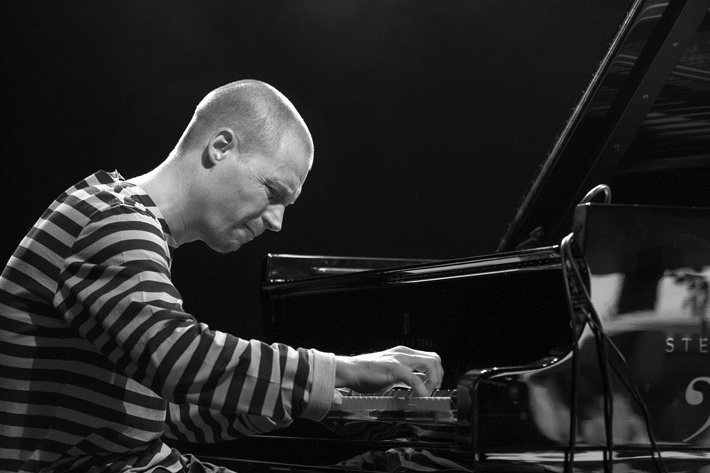
Esbjörn Svensson tijdens een concert in Gent.

Esbjörn Svensson (Skultuna, 16 april 1964 – Ingarö, 14 juni 2008), geboren als Bror Fredrik Svensson, was een Zweedse jazzpianist. Hij was ook de oprichter van de jazz-groep Esbjörn Svensson Trio, ook wel E.S.T. genoemd. Hij overleed op 44-jarige leeftijd bij een duikongeluk.

## Levensloop
Svensson moeder speelde klassieke muziek op de piano. Zijn vader was een fan van jazzmuziek. Svensson toonde eerst interesse in klassieke muziek, maar als tiener, kreeg hij interesses in rock. Hij speelde met klasgenoten in bandjes, waarna hij terugkeerde naar de klassieke muziek, en ten slotte uitkwam bij de jazz. Op zijn zestiende ging Svensson naar een muziekcollege en nam pianoles. Later studeerde hij op de Kungliga Musikhögskolan, het muziekcollege van Stockholm.
In 1990 startte Svensson een jazz-duo met de drummer Magnus Öström. In 1993 kwam Dan Berglund erbij. E.S.T. was ontstaan. Dat jaar nog verscheen hun eerste album: "When Everyone Has Gone". 
De internationale doorbraak van E.S.T. kwam in 1999 met het album From Gagarin’s Point of View. Na de albums Good Morning Susie Soho (2000) en Strange Place For Snow (2002) kreeg men in de VS ook interesse in E.S.T. Ze gingen op tour door Europa, Japan en de VS. De albums die ze daarna uitbrachten, Seven Days Of Falling (2003), Viaticum (2005), en Tuesday Wonderland (2006) werden ook goed ontvangen. E.S.T. was het eerste Europese jazz-combo dat op de voorpagina belandde van het tijdschrift Down Beat uit Amerika.

## Overlijden
Het laatste optreden van E.S.T. was in Moskou. Op 14 juni 2008 ging Svensson duiken bij Ingarö, nabij Stockholm, samen met zijn veertien jaar oude zoon en een instructeur. Deze twee vonden hem op de zeebodem. Hij werd per helikopter naar het Universitair Ziekenhuis Karolinska gebracht, waar hij overleed.

Svensson was gehuwd en had twee zoons.

## Prijzen
Svensson werd in 1995 en 1996 verkozen tot Zweedse jazzmuzikant van het jaar. In 1998 was hij de componist van het jaar. 
- Bibliothèque nationale de France: cb14041291g (data)
- Gemeinsame Normdatei: 135102456
- International Standard Name Identifier: 0000 0000 5515 4307
- Library of Congress Control Number: n97083859
- MusicBrainz: ae25add6-ba02-4a42-8dd9-34aca5b23e0c
- Nationale Bibliotheek van Tsjechië: xx0044228
- Nationale Bibliotheek van Israël: 987007343287805171
- LIBRIS: 310847
- Système universitaire de documentation: 084271620
- Virtual International Authority File: 2671883
- WorldCat: E39PBJfCpwTp6jDfwrh8r6gkDq